# Shin Yamanouchi
Pour les articles homonymes, voir Yamanouchi (homonymie).
 (mai 2019).
Si vous disposez d'ouvrages ou d'articles de référence ou si vous connaissez des sites web de qualité traitant du thème abordé ici, merci de compléter l'article en donnant les références utiles à sa vérifiabilité et en les liant à la section « Notes et références ».
Shin Yamanouchi (japonais : 山内 真) est un illustrateur et character designer japonais connu notamment pour son travail réalisé sur la série Shining de Sega. Il fait partie de la société de développement Camelot Software Planning.

## Ludographie
- Shining Wisdom (Sega, 1995)
- Shining the Holy Ark (Sega, 1996)
- Shining Force III: Scenario 1 (Sega, 1997)
- Shining Force III: Scenario 2 (Sega, 1998)
- Shining Force III: Scenario 3 (Sega, 1998)
- Shining Force III: Premium Disc (Sega, 1998)
- Mario Tennis (Nintendo, 2000)
- Mario Tennis (Nintendo, 2000)
- Golden Sun (Nintendo, 2001)
- Golden Sun : L'Âge perdu (Nintendo, 2002)
- Mario Golf: Toadstool Tour (Nintendo, 2003)